# 洼垤乡
洼垤乡是中华人民共和国云南省玉溪市元江哈尼族彝族傣族自治县下辖的一个乡镇级行政单位。

## 行政区划
洼垤乡下辖以下地区：
洼垤社区、它吉克村、老茶吉村、邑慈碑村、罗垤村、它才吉村和尼白村。

## 中国传统村落
2013年8月，它才吉村委会坡桎村被评为第二批中国传统村落。